# Centre d'aviation maritime
Les Centres d’Aviation Maritime (CAM) étaient des unités de combat de l'Aéronavale française durant la Première Guerre mondiale. Ils sont les précurseurs des bases d'aéronautique navale (BAN) actuelles.